# Régiment de La Mark
Le régiment de La Mark (ou « de La Marck ») est un régiment d’infanterie allemand du royaume de France créé en 1680 sous le nom de « régiment de Konigsmark », devenu sous la Révolution le 77e régiment d'infanterie de ligne.

## Création et différentes dénominations
- 10 août 1680, création du régiment de Konigsmark.
- 25 octobre 1686, renommé régiment de Surbeck.
- 24 janvier 1693, renommé régiment de La Mark.
- 1er janvier 1791 : devient le 77e régiment d'infanterie de ligne.

## Colonels et mestres de camp
- 10 août 1680 : Guillaume-Othon comte de Konigsmark.
- 25 octobre 1686 : Jean-Jacques de Surbeck[N 1].
- 24 janvier 1693 : Ferdinand Maximilien Gaëtan Joseph Egon de La Mark, comte de Furstemberg.
- 1er décembre 1697 : Louis Pierre Engilbert, comte de La Mark[N 2].
- 29 avril 1727 : Louis Engilbert, comte de La Mark, fils du précédent[N 3].
- 19 octobre 1773 : Auguste Marie Raymond, comte de La Mark.
- 15 avril 1780 : Sigismond, baron de Zanthier.
- 30 avril 1784 : Eberhard, baron de Han.
- 21 septembre 1788 : Frédéric, baron de Würmser.
- 12 octobre 1788 : baron Frédéric Le Fort.

## Historique des garnisons, combats et batailles du régiment
- guerre des Réunions 1683-1684.
- guerre de la Ligue d'Augsbourg 1688-1697.

### Guerre de Succession d'Espagne
- 1703 : Bataille d'Ekeren,
- 1706 : Bataille de Ramillies
- 1709 : Bataille de Malplaquet

### Guerre de Succession de Pologne (1733-1738)
- 1734 : Siége de Philippsbourg

### Guerre de Succession d'Autriche (1740-1748)
- 11 et 12 mars 1742 : passage du Rhin[1]
- 22 novembre 1742, le jour même où l'armée prend possession de Deggendorf, le lieutenant colonel Desbarreaux enlève aux hussards autrichiens, à Bischofsmais, un convoi d'argent dont le roi gratifia le régiment.
- 1746 : Le régiment assiste à la bataille de Rocourt.
- 1747 : À la bataille de Lauffeld, il attaqua le village de ce nom et franchit les retranchements au milieu d'un feu terrible qui met hors de combat 50 officiers et plus de 600 hommes.
- 1748 Siège de Maastricht.

### Guerre de Sept Ans (1756-1763)
- 1756 : Le régiment assiste à la bataille de Hastenbeck.
- 1758 : bataille de Krefeld et bataille de Mehr.
- 1760 : bataille de Corbach.

Le 1er bataillon a fait les guerres de 1792 à l'armée de l'Ouest ; le 2e, embarqué pour Saint-Domingue en août 1792, est rentré en France en 1793.

## Personnalités
- Georges Félix de Wimpffen (1744-1814), général de la Révolution française, capitaine au régiment de la Marck ;

## Drapeaux
Seize drapeaux, dont un colonel blanc, « semé de fleurs de lys d’or, avec un soleil éclairant un monde et ces mots en or, Nec pluribus impar » et quinze drapeaux d'ordonnance « fonds bleux avec 3 fleurs de lys couronnées et palmes d’or au milieu de chacun, ainsi qu'une double bordure en damier, rouge et blanche autour ».

Drapeaux
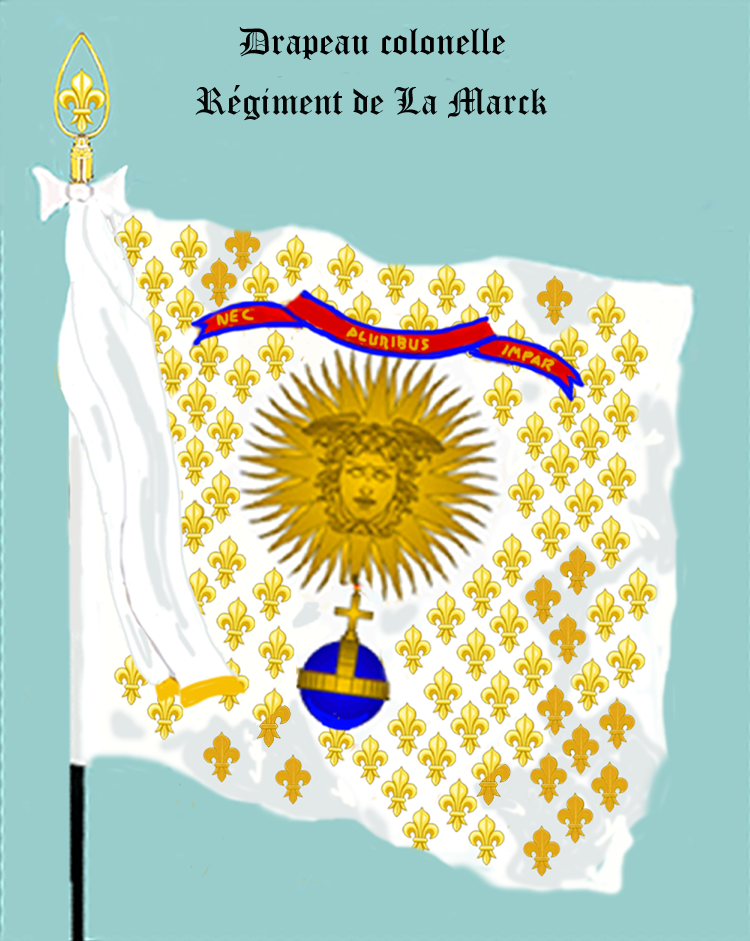
drapeau colonel.
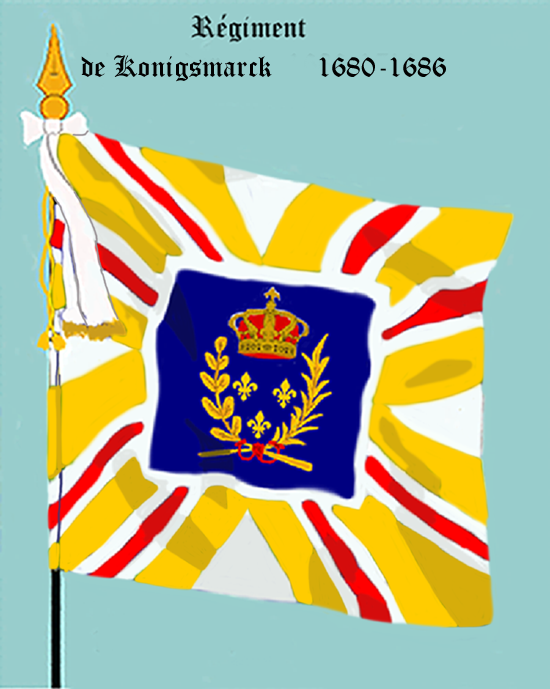
régiment de Kœnigsmarck de 1680 à 1686.
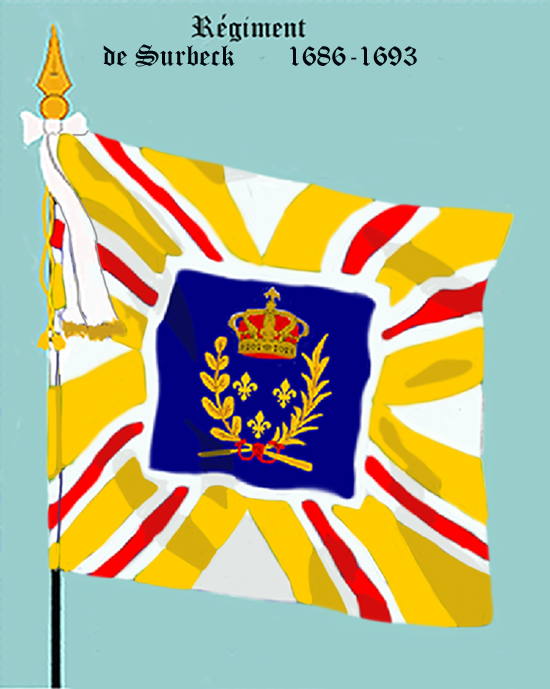
régiment de Surbeck de 1686 à 1693.
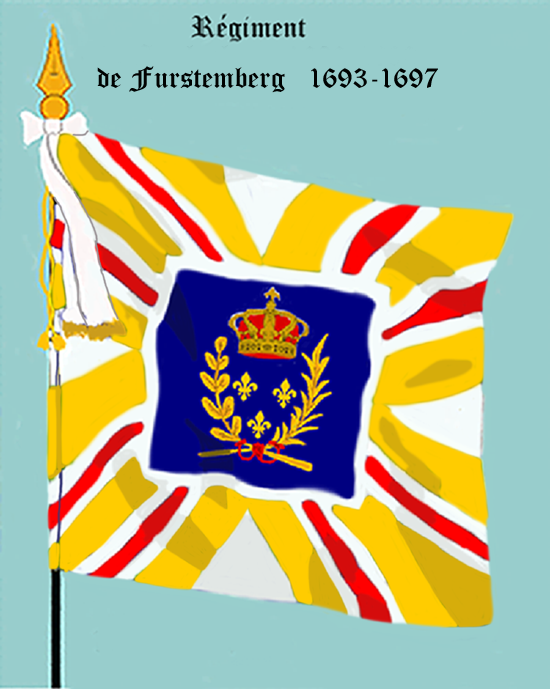
régiment de Furstemberg de 1693 à 1697.
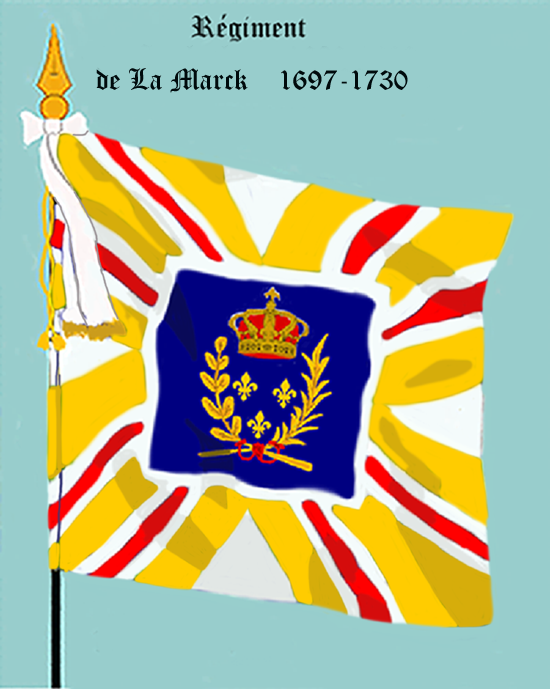
régiment de La Mark de 1697 à 1730.
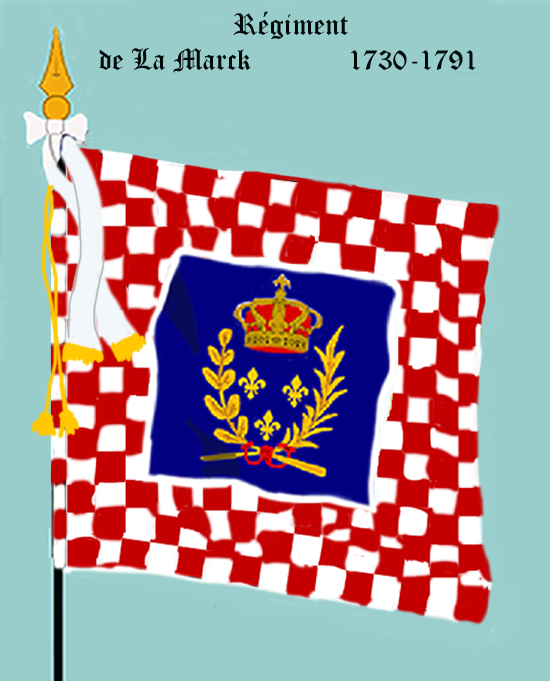
régiment de La Mark de 1730 à 1791.

### Habillement

Uniformes
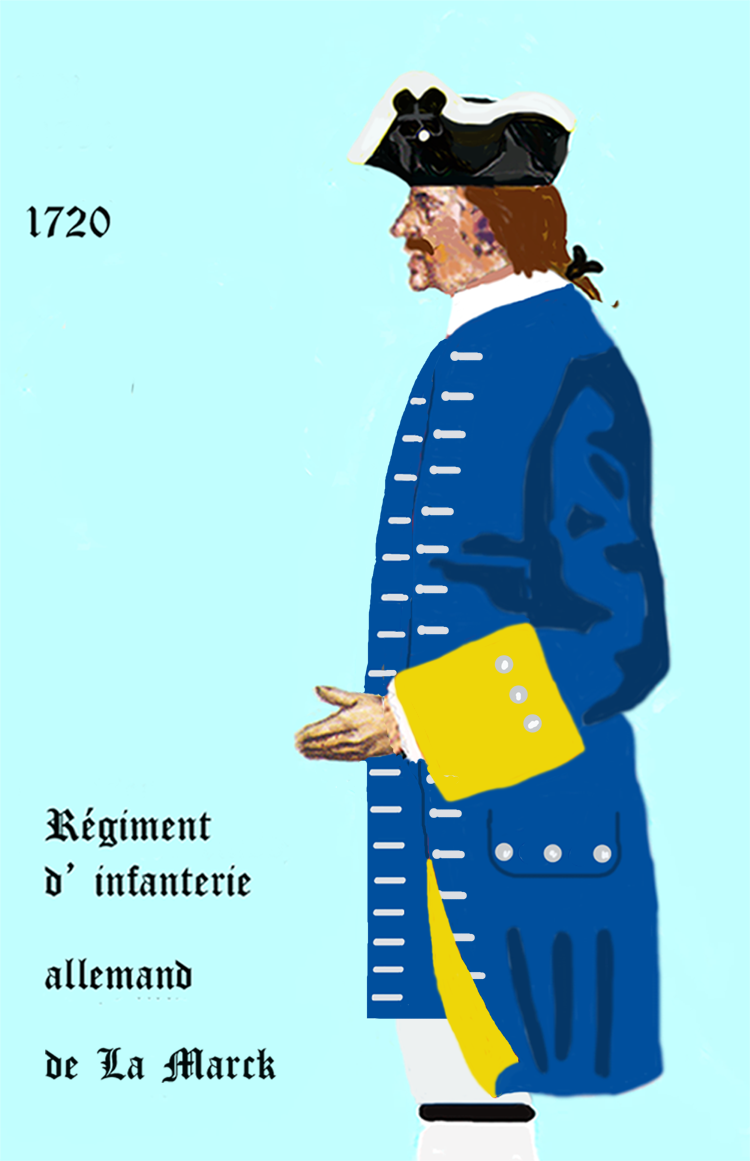
régiment de La Mark de 1720 à 1734.
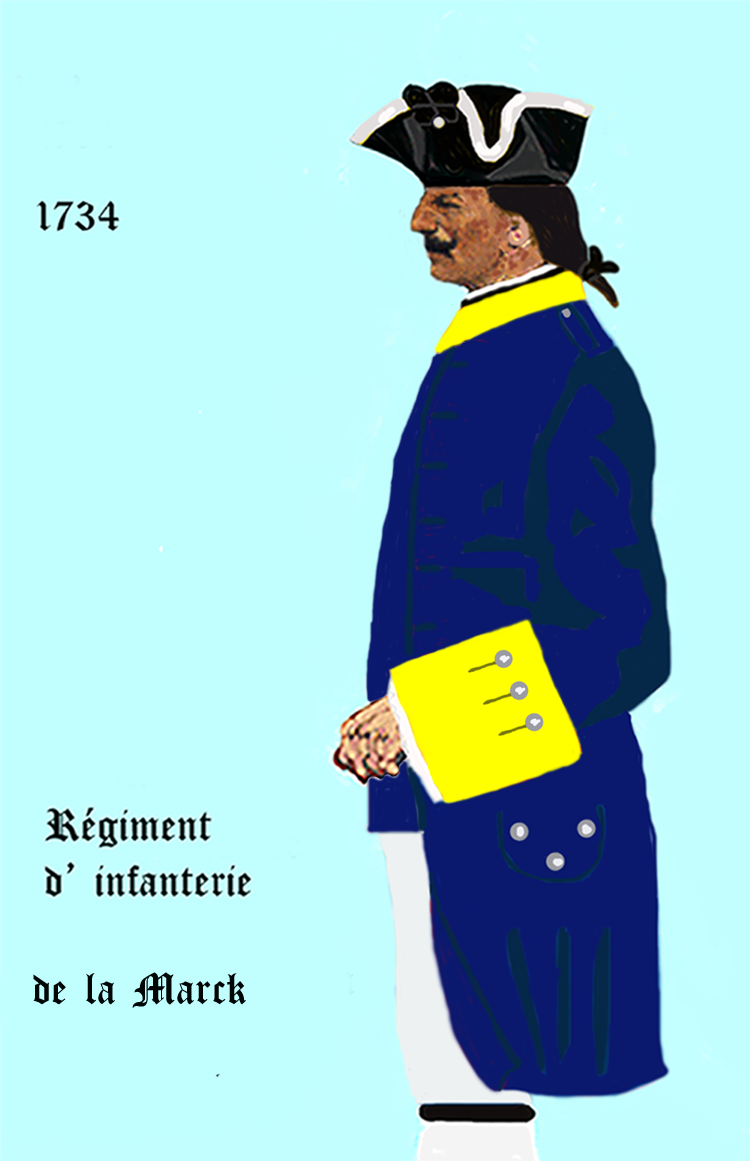
régiment de La Mark de 1734 à 1762.
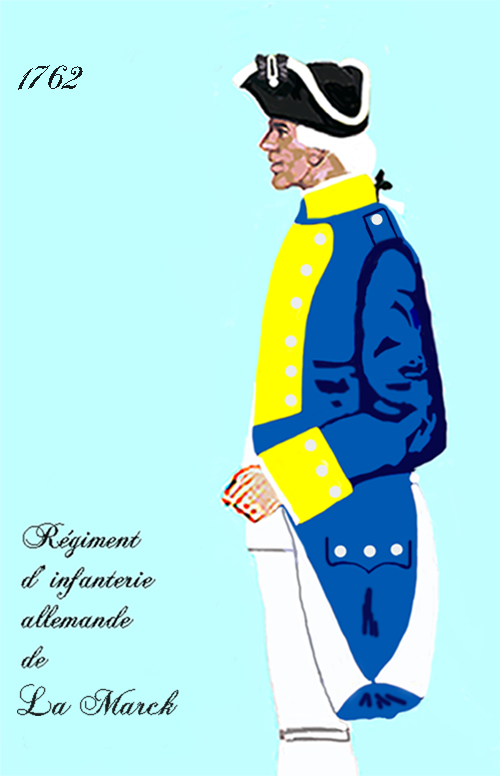
régiment de La Mark de 1762 à 1767.

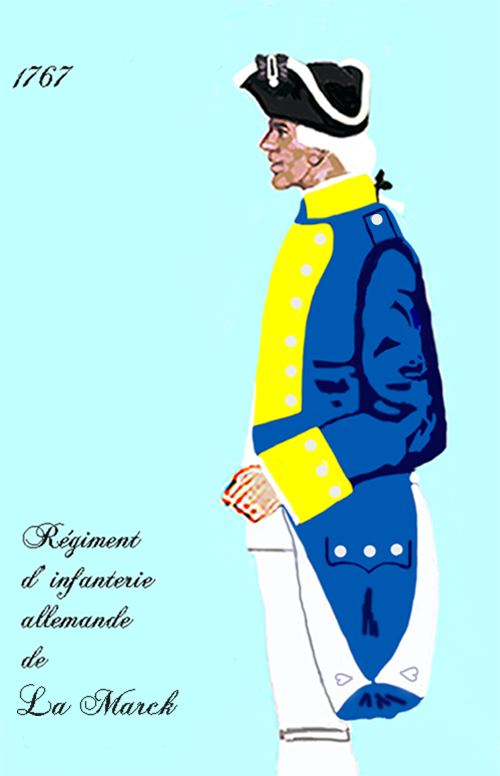
régiment de La Mark de 1767 à 1776.
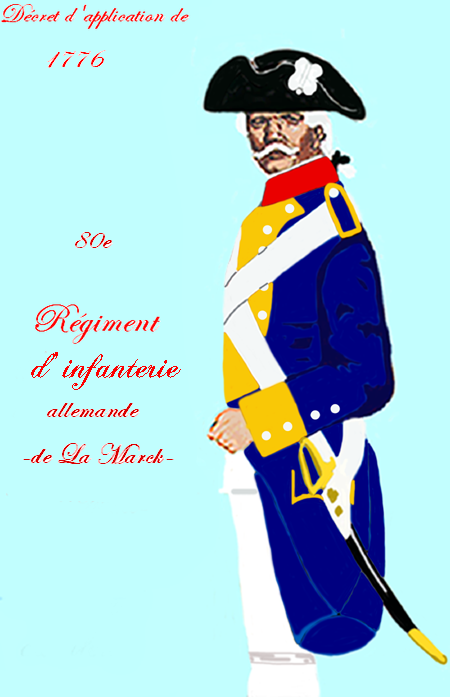
régiment de La Mark de 1776 à 1791.
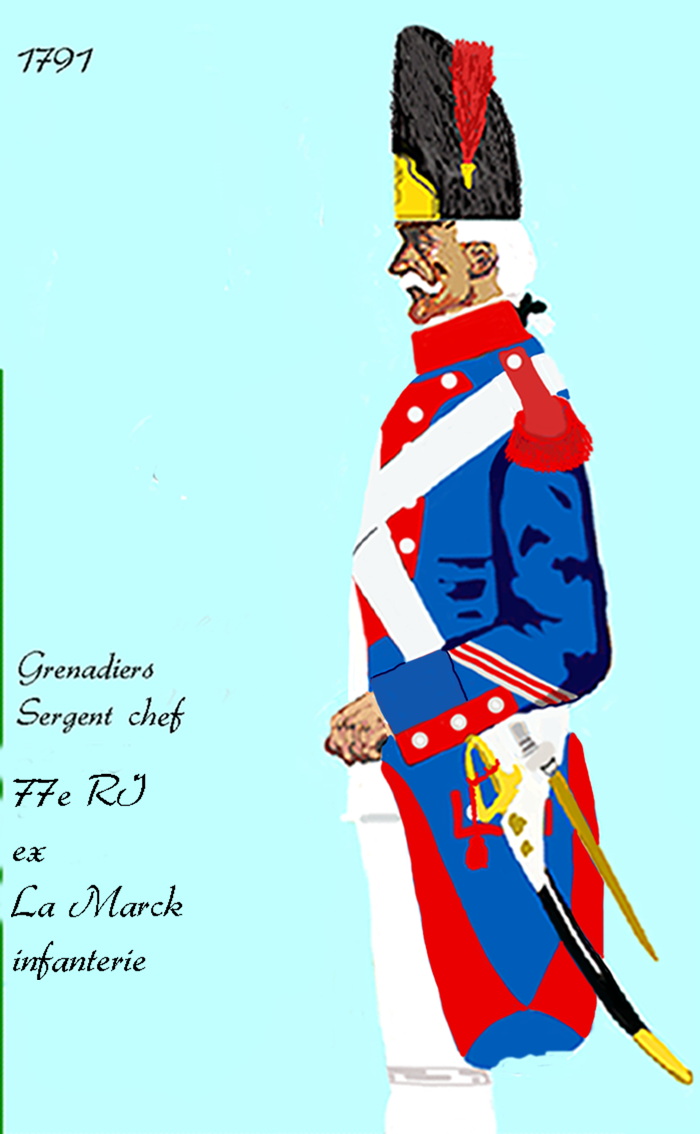
grenadier du 77e régiment d'infanterie de ligne de 1791 à 1792.